# Новокалтаєво
Новокалта́єво (рос. Новокалтаево, башк. Яңы Ҡалта) — присілок у складі Куюргазинського району Башкортостану, Росія. Входить до складу Мурапталовської сільської ради.
Населення — 118 осіб (2010; 110 в 2002).
Національний склад:
- башкири — 98%

## Відомі уродженці
- Баязит Бікбай (10 січня 1909 - 2 вересня 1968) - башкирський поет, прозаїк і драматург, лібретист. Заслужений діяч мистецтв Башкирської АРСР.